# Joshua Reynolds
Joshua Reynolds, född 16 juli 1723 i Plympton utanför Plymouth i Devon, död 23 februari 1792 i London, var en engelsk konstnär. Han målade framför allt porträtt och allegoriska genremotiv, var en av grundarna av Royal Academy of Arts och dess förste preses.

## Biografi
Mellan 1749 och 1752 vistades Reynolds i Italien, där han i Rom studerade antikens och renässansens konst, och i Venedig Tizians, Tintorettos och Paolo Veroneses måleri. Detta blandades med inflytande från Rembrandt och Rubens i koloristiskt utsökta, efterhand alltmer romantiskt färgade porträtt av den engelska aristokratin.
År 1753 bosatte han sig permanent i London. Där utsågs han 1768 till preses för den nyinrättade Royal Academy of Arts som han förestod fram till 1790. Kung Georg III adlade Reynolds 1769, och 1784 utsågs han till hovmålare. Han utövade stort inflytande på sin samtids konstliv, bland annat genom sina utgivna akademiföreläsningar, Discourses.

## Målningar
Se även alfabetisk lista över Reynolds målningar.
Reynolds är representerad vid flera av världens största museer. I Sverige finns han representerad på Nationalmuseum.

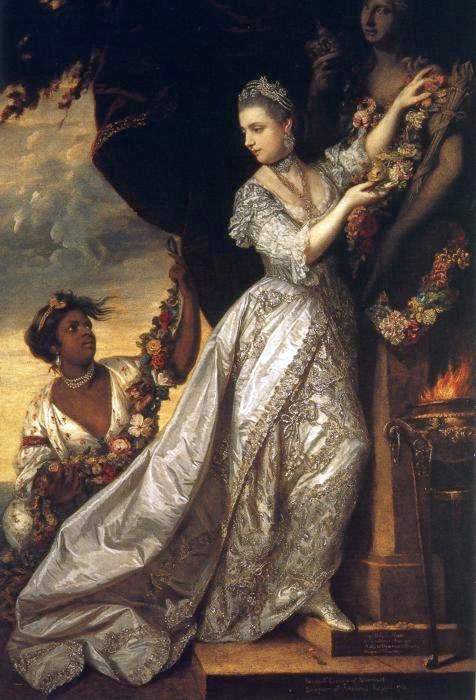
Lady Elizabeth Keppel (1761), Woburn Abbey.
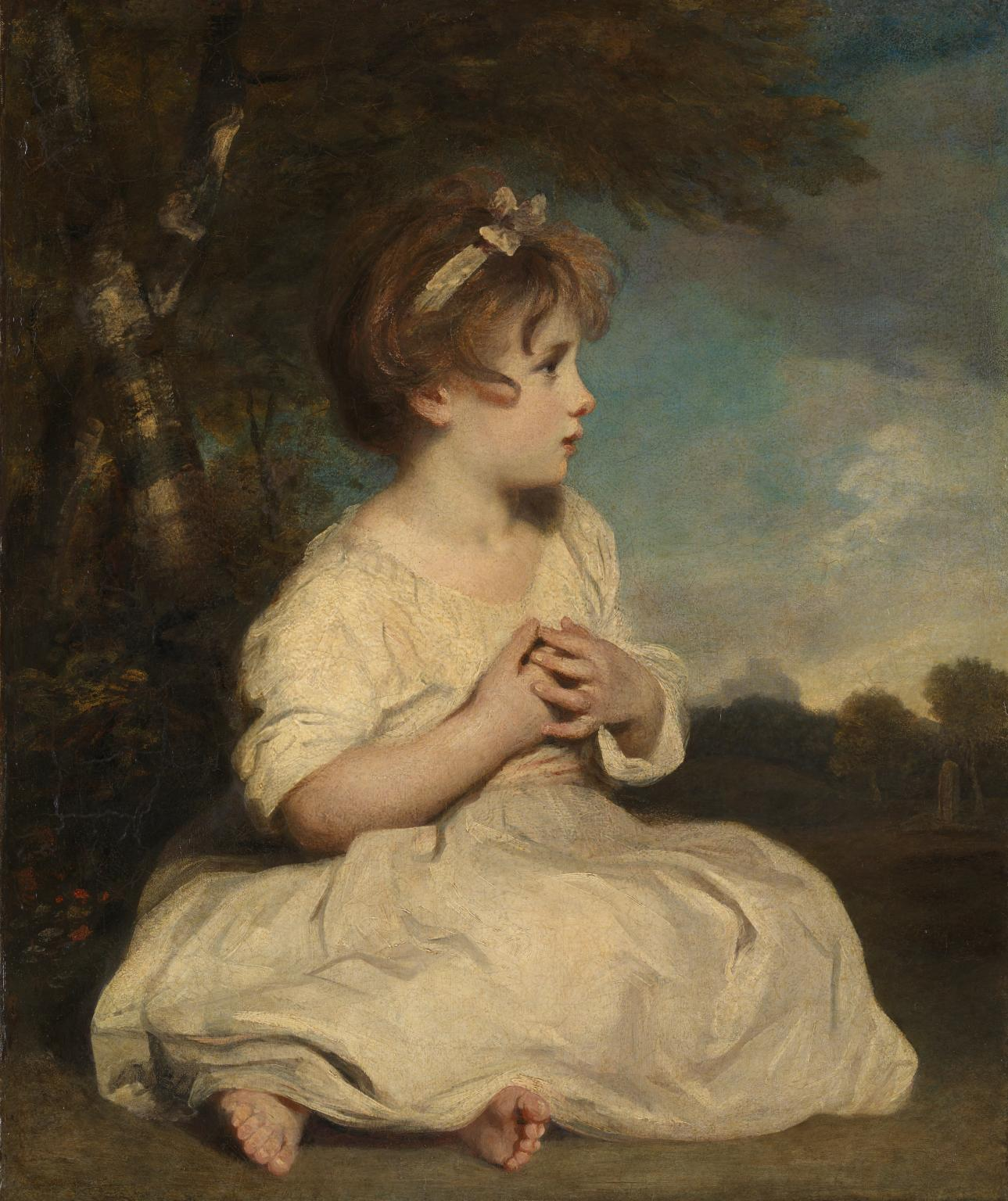
Oskuldens tid (troligen 1785), Tate Britain.